# Lusail Sports Arena
 (avril 2025).
Si vous disposez d'ouvrages ou d'articles de référence ou si vous connaissez des sites web de qualité traitant du thème abordé ici, merci de compléter l'article en donnant les références utiles à sa vérifiabilité et en les liant à la section « Notes et références ».
Le Lusail Sports Arena (en arabe : صالة لوسيل متعددة الاستخدامات) est une salle omnisports à Lusail en Qatar.

## Événements Importants
- Championnat du monde de handball masculin 2015

## Matches importants accueillis
- Finale du Championnat du monde de handball masculin 2015